# Пляжный волейбол на летних Олимпийских играх 2024 (мужчины)
Соревнования по пляжному волейболу среди мужских команд на Играх XXXIII Олимпиады в Париже проходили с 27 июля по 10 августа 2024 года на Марсовом поле с участием 24 пар из 18 стран. Золотые медали завоевала команда из Швеции — Давид Оман и Йонатан Хельвиг, победившая в финальном матче немцев Нильса Элерса и Клеменса Виклера. Бронзовыми призёрами стали чемпионы Токио-2020 Андерс Мол и Кристиан Сёрум из Норвегии.

## Квалификация и участники турнира
От каждой страны может выступить не более двух команд. Одно место в турнире было гарантировано представителям Франции как организаторам Олимпийских игр. В 2023 году олимпийские путёвки завоевали победители чемпионата мира в Мексике. 17 команд были определены по олимпийскому рейтингу FIVB, учитывающему 12 лучших результатов каждой пары в период с 1 января 2023 года по 10 июня 2024 года, а ещё 5 лицензий (по одной на каждую входящую в FIVB континентальную конфедерацию) были разыграны в рамках Континентального кубка, решающие матчи которого прошли в июне 2024 года.
|                                               | Квота | Страны | Команды |
| --------------------------------------------- | ----- | --- | --- |
| Принимающая страна                            | 1     | Франция | Юссеф Кру / Арно Готье-Рат |
| Чемпионат мира-2023                           | 1     | Чехия | Ондржей Перушич / Давид Швайнер |
| Олимпийский рейтинг FIVB на 10 июня 2024 года | 17    | Швеция · Норвегия · Германия · Бразилия · США · Нидерланды · Бразилия · Италия · Польша · Нидерланды · Катар · США · Испания · Италия · Австралия · Куба · Австрия | Давид Оман / Йонатан Хельвиг Андерс Мол / Кристиан Сёрум Нильс Элерс / Клеменс Виклер Джордж Вандерлей / Андре Штейн Майлз Партейн / Эндрю Бенеш Стефан Бурманс / Йорик де Грот Эвандро Оливейра / Артур Ланси Самуэле Коттафава / Паоло Николаи Михал Брыль / Бартош Лосяк Стевен ван де Велде / Мэттью Иммерс Шериф Юнуссе / Ахмед Тижан Майлз Эванс / Чейз Бадингер Пабло Эррера / Адриан Гавира Алекс Раньери / Адриан Карамбула Томас Ходжес / Закери Шуберт Нослен Диас / Хорхе Алайо Юлиан Хёрл / Александер Хорст |
| Континентальный кубок                         | 5     | Франция · Австралия · Марокко · Чили · Канада | Реми Бассеро / Жюльен Линель Марк Николаидис / Изак Каррачер Мохаммед Абича / Зухеир эль Грауи Марко Гримальт / Эстебан Гримальт Сэм Шахтер / Дэниел Диринг |

## Соревнование
Жеребьёвка группового этапа состоялась 28 июня 2024 года в Париже.
По итогам группового этапа напрямую в 1/8 финала вышли 12 команд, занявших в своих группах 1-е и 2-е места, а также две команды, занявшие 3-е места с наилучшими показателями. Ещё четыре команды, которые также стали третьими в группах, провели стыковые матчи, два победителя которых вышли в 1/8 финала. Далее турнир проходил по обычной системе с выбыванием.

### Групповой этап

#### Группа A
|                                            | Матчи | Матчи | Матчи | Очки | Сеты | Сеты | Сеты  | Мячи | Мячи | Мячи  |
| И                                          | В     | П     | В     | Очки | П    | В:П  | В     | П    | В:П  |       |
| ------------------------------------------ | ----- | ----- | ----- | ---- | ---- | ---- | ----- | ---- | ---- | ----- |
| 1. Шериф Юнуссе / Ахмед Тижан (QAT)        | 3     | 3     | 0     | 6    | 6    | 1    | 6,000 | 140  | 127  | 1,102 |
| 2. Самуэле Коттафава / Паоло Николаи (ITA) | 3     | 2     | 1     | 5    | 4    | 2    | 2,000 | 124  | 118  | 1,051 |
| 3. Давид Оман / Йонатан Хельвиг (SWE)      | 3     | 1     | 2     | 4    | 3    | 4    | 0,750 | 139  | 134  | 1,037 |
| 4. Марк Николаидис / Изак Каррачер (AUS)   | 3     | 0     | 3     | 3    | 0    | 6    | 0,000 | 102  | 126  | 0,810 |

| Дата  | Время |                                         | Счёт |                                         | Сеты  | Сеты  | Сеты  |
| Дата  | Время | 1                                       | Счёт | 2                                       | 3     |       |       |
| ----- | ----- | --------------------------------------- | ---- | --------------------------------------- | ----- | ----- | ----- |
| 27.07 | 15:00 | Давид Оман / Йонатан Хельвиг (SWE)      | 2:0  | Марк Николаидис / Изак Каррачер (AUS)   | 21:14 | 21:19 |       |
| 27.07 | 23:00 | Самуэле Коттафава / Паоло Николаи (ITA) | 0:2  | Шериф Юнуссе / Ахмед Тижан (QAT)        | 19:21 | 18:21 |       |
|       |       |                                         |      |                                         |       |       |       |
| 29.07 | 9:00  | Самуэле Коттафава / Паоло Николаи (ITA) | 2:0  | Марк Николаидис / Изак Каррачер (AUS)   | 21:19 | 21:18 |       |
| 29.07 | 20:00 | Давид Оман / Йонатан Хельвиг (SWE)      | 1:2  | Шериф Юнуссе / Ахмед Тижан (QAT)        | 21:15 | 19:21 | 18:20 |
|       |       |                                         |      |                                         |       |       |       |
| 1.08  | 10:00 | Шериф Юнуссе / Ахмед Тижан (QAT)        | 2:0  | Марк Николаидис / Изак Каррачер (AUS)   | 21:14 | 21:18 |       |
| 1.08  | 17:00 | Давид Оман / Йонатан Хельвиг (SWE)      | 0:2  | Самуэле Коттафава / Паоло Николаи (ITA) | 22:24 | 17:21 |       |

#### Группа B
|                                              | Матчи | Матчи | Матчи | Очки | Сеты | Сеты | Сеты  | Мячи | Мячи | Мячи  |
| И                                            | В     | П     | В     | Очки | П    | В:П  | В     | П    | В:П  |       |
| -------------------------------------------- | ----- | ----- | ----- | ---- | ---- | ---- | ----- | ---- | ---- | ----- |
| 1. Андерс Мол / Кристиан Сёрум (NOR)         | 3     | 3     | 0     | 6    | 6    | 0    | max   | 126  | 92   | 1,370 |
| 2. Стевен ван де Велде / Мэттью Иммерс (NED) | 3     | 1     | 2     | 4    | 3    | 4    | 0,750 | 131  | 133  | 0,985 |
| 3. Марко Гримальт / Эстебан Гримальт (CHI)   | 3     | 1     | 2     | 4    | 2    | 4    | 0,500 | 109  | 120  | 0,908 |
| 4. Алекс Раньери / Адриан Карамбула (ITA)    | 3     | 1     | 2     | 4    | 2    | 5    | 0,400 | 119  | 140  | 0,850 |

| Дата  | Время |                                           | Счёт |                                           | Сеты  | Сеты  | Сеты  |
| Дата  | Время | 1                                         | Счёт | 2                                         | 3     |       |       |
| ----- | ----- | ----------------------------------------- | ---- | ----------------------------------------- | ----- | ----- | ----- |
| 28.07 | 10:00 | Стевен ван де Велде / Мэттью Иммерс (NED) | 1:2  | Алекс Раньери / Адриан Карамбула (ITA)    | 20:22 | 21:19 | 13:15 |
| 28.07 | 21:00 | Андерс Мол / Кристиан Сёрум (NOR)         | 2:0  | Марко Гримальт / Эстебан Гримальт (CHI)   | 21:14 | 21:16 |       |
|       |       |                                           |      |                                           |       |       |       |
| 31.07 | 16:00 | Стевен ван де Велде / Мэттью Иммерс (NED) | 2:0  | Марко Гримальт / Эстебан Гримальт (CHI)   | 21:19 | 21:16 |       |
| 31.07 | 22:30 | Андерс Мол / Кристиан Сёрум (NOR)         | 2:0  | Алекс Раньери / Адриан Карамбула (ITA)    | 21:12 | 21:15 |       |
|       |       |                                           |      |                                           |       |       |       |
| 2.08  | 10:00 | Алекс Раньери / Адриан Карамбула (ITA)    | 0:2  | Марко Гримальт / Эстебан Гримальт (CHI)   | 15:21 | 21:23 |       |
| 2.08  | 20:00 | Андерс Мол / Кристиан Сёрум (NOR)         | 2:0  | Стевен ван де Велде / Мэттью Иммерс (NED) | 21:16 | 21:19 |       |

#### Группа C
|                                       | Матчи | Матчи | Матчи | Очки | Сеты | Сеты | Сеты  | Мячи | Мячи | Мячи  |
| И                                     | В     | П     | В     | Очки | П    | В:П  | В     | П    | В:П  |       |
| ------------------------------------- | ----- | ----- | ----- | ---- | ---- | ---- | ----- | ---- | ---- | ----- |
| 1. Нильс Элерс / Клеменс Виклер (GER) | 3     | 3     | 0     | 6    | 6    | 1    | 6,000 | 140  | 122  | 1,148 |
| 2. Михал Брыль / Бартош Лосяк (POL)   | 3     | 2     | 1     | 5    | 4    | 2    | 2,000 | 118  | 107  | 1,103 |
| 3. Томас Ходжес / Закери Шуберт (AUS) | 3     | 1     | 2     | 4    | 3    | 4    | 0,750 | 131  | 134  | 0,978 |
| 4. Реми Бассеро / Жюльен Линель (FRA) | 3     | 0     | 3     | 3    | 0    | 6    | 0,000 | 101  | 127  | 0,795 |

| Дата  | Время |                                    | Счёт |                                    | Сеты  | Сеты  | Сеты  |
| Дата  | Время | 1                                  | Счёт | 2                                  | 3     |       |       |
| ----- | ----- | ---------------------------------- | ---- | ---------------------------------- | ----- | ----- | ----- |
| 30.07 | 9:00  | Михал Брыль / Бартош Лосяк (POL)   | 2:0  | Томас Ходжес / Закери Шуберт (AUS) | 21:16 | 21:16 |       |
| 30.07 | 10:00 | Нильс Элерс / Клеменс Виклер (GER) | 2:0  | Реми Бассеро / Жюльен Линель (FRA) | 21:15 | 21:17 |       |
|       |       |                                    |      |                                    |       |       |       |
| 1.08  | 9:00  | Нильс Элерс / Клеменс Виклер (GER) | 2:1  | Томас Ходжес / Закери Шуберт (AUS) | 16:21 | 21:18 | 19:17 |
| 1.08  | 21:00 | Михал Брыль / Бартош Лосяк (POL)   | 2:0  | Реми Бассеро / Жюльен Линель (FRA) | 21:15 | 21:18 |       |
|       |       |                                    |      |                                    |       |       |       |
| 3.08  | 9:00  | Нильс Элерс / Клеменс Виклер (GER) | 2:0  | Михал Брыль / Бартош Лосяк (POL)   | 21:19 | 21:15 |       |
| 3.08  | 10:00 | Томас Ходжес / Закери Шуберт (AUS) | 2:0  | Реми Бассеро / Жюльен Линель (FRA) | 21:16 | 22:20 |       |

#### Группа D
|                                            | Матчи | Матчи | Матчи | Очки | Сеты | Сеты | Сеты  | Мячи | Мячи | Мячи  |
| И                                          | В     | П     | В     | Очки | П    | В:П  | В     | П    | В:П  |       |
| ------------------------------------------ | ----- | ----- | ----- | ---- | ---- | ---- | ----- | ---- | ---- | ----- |
| 1. Нослен Диас / Хорхе Алайо (CUB)         | 3     | 3     | 0     | 6    | 6    | 0    | max   | 126  | 92   | 1,370 |
| 2. Майлз Партейн / Эндрю Бенеш (USA)       | 3     | 2     | 1     | 5    | 4    | 3    | 1,333 | 135  | 126  | 1,071 |
| 3. Джордж Вандерлей / Андре Штейн (BRA)    | 3     | 1     | 2     | 4    | 3    | 4    | 0,750 | 119  | 120  | 0,992 |
| 4. Мохаммед Абича / Зухеир эль Грауи (MAR) | 3     | 0     | 3     | 3    | 0    | 6    | 0,000 | 91   | 133  | 0,684 |

| Дата  | Время |                                      | Счёт |                                         | Сеты  | Сеты  | Сеты |
| Дата  | Время | 1                                    | Счёт | 2                                       | 3     |       |      |
| ----- | ----- | ------------------------------------ | ---- | --------------------------------------- | ----- | ----- | ---- |
| 27.07 | 14:00 | Майлз Партейн / Эндрю Бенеш (USA)    | 0:2  | Нослен Диас / Хорхе Алайо (CUB)         | 18:21 | 18:21 |      |
| 27.07 | 19:00 | Джордж Вандерлей / Андре Штейн (BRA) | 2:0  | Мохаммед Абича / Зухеир эль Грауи (MAR) | 21:18 | 21:10 |      |
|       |       |                                      |      |                                         |       |       |      |
| 30.07 | 12:00 | Джордж Вандерлей / Андре Штейн (BRA) | 0:2  | Нослен Диас / Хорхе Алайо (CUB)         | 13:21 | 18:21 |      |
| 30.07 | 15:00 | Майлз Партейн / Эндрю Бенеш (USA)    | 2:0  | Мохаммед Абича / Зухеир эль Грауи (MAR) | 21:12 | 28:26 |      |
|       |       |                                      |      |                                         |       |       |      |
| 1.08  | 12:00 | Нослен Диас / Хорхе Алайо (CUB)      | 2:0  | Мохаммед Абича / Зухеир эль Грауи (MAR) | 21:14 | 21:11 |      |
| 1.08  | 15:00 | Джордж Вандерлей / Андре Штейн (BRA) | 1:2  | Майлз Партейн / Эндрю Бенеш (USA)       | 17:21 | 21:14 | 8:15 |

#### Группа E
|                                          | Матчи | Матчи | Матчи | Очки | Сеты | Сеты | Сеты  | Мячи | Мячи | Мячи  |
| И                                        | В     | П     | В     | Очки | П    | В:П  | В     | П    | В:П  |       |
| ---------------------------------------- | ----- | ----- | ----- | ---- | ---- | ---- | ----- | ---- | ---- | ----- |
| 1. Эвандро Оливейра / Артур Ланси (BRA)  | 3     | 3     | 0     | 6    | 6    | 0    | max   | 126  | 100  | 1,260 |
| 2. Ондржей Перушич / Давид Швайнер (CZE) | 3     | 2     | 1     | 5    | 4    | 2    | 2,000 | 118  | 109  | 1,083 |
| 3. Сэм Шахтер / Дэниел Диринг (CAN)      | 3     | 1     | 2     | 4    | 2    | 4    | 0,500 | 107  | 115  | 0,930 |
| 4. Юлиан Хёрл / Александер Хорст (AUT)   | 3     | 0     | 3     | 3    | 0    | 6    | 0,000 | 99   | 126  | 0,786 |

| Дата  | Время |                                       | Счёт |                                      | Сеты  | Сеты  | Сеты |
| Дата  | Время | 1                                     | Счёт | 2                                    | 3     |       |      |
| ----- | ----- | ------------------------------------- | ---- | ------------------------------------ | ----- | ----- | ---- |
| 28.07 | 17:00 | Ондржей Перушич / Давид Швайнер (CZE) | 2:0  | Сэм Шахтер / Дэниел Диринг (CAN)     | 21:17 | 21:19 |      |
| 28.07 | 20:00 | Эвандро Оливейра / Артур Ланси (BRA)  | 2:0  | Юлиан Хёрл / Александер Хорст (AUT)  | 21:18 | 21:19 |      |
|       |       |                                       |      |                                      |       |       |      |
| 31.07 | 9:00  | Ондржей Перушич / Давид Швайнер (CZE) | 2:0  | Юлиан Хёрл / Александер Хорст (AUT)  | 21:18 | 21:13 |      |
| 31.07 | 20:00 | Эвандро Оливейра / Артур Ланси (BRA)  | 2:0  | Сэм Шахтер / Дэниел Диринг (CAN)     | 21:13 | 21:16 |      |
|       |       |                                       |      |                                      |       |       |      |
| 2.08  | 11:00 | Юлиан Хёрл / Александер Хорст (AUT)   | 0:2  | Сэм Шахтер / Дэниел Диринг (CAN)     | 16:21 | 15:21 |      |
| 2.08  | 21:00 | Ондржей Перушич / Давид Швайнер (CZE) | 0:2  | Эвандро Оливейра / Артур Ланси (BRA) | 18:21 | 16:21 |      |

#### Группа F
|                                         | Матчи | Матчи | Матчи | Очки | Сеты | Сеты | Сеты  | Мячи | Мячи | Мячи  |
| И                                       | В     | П     | В     | Очки | П    | В:П  | В     | П    | В:П  |       |
| --------------------------------------- | ----- | ----- | ----- | ---- | ---- | ---- | ----- | ---- | ---- | ----- |
| 1. Стефан Бурманс / Йорик де Грот (NED) | 3     | 3     | 0     | 6    | 6    | 0    | max   | 126  | 89   | 1,416 |
| 2. Пабло Эррера / Адриан Гавира (ESP)   | 3     | 2     | 1     | 5    | 4    | 3    | 1,333 | 131  | 123  | 1,065 |
| 3. Майлз Эванс / Чейз Бадингер (USA)    | 3     | 1     | 2     | 4    | 2    | 4    | 0,500 | 99   | 109  | 0,908 |
| 4. Юссеф Кру / Арно Готье-Рат (FRA)     | 3     | 0     | 3     | 3    | 1    | 6    | 0,167 | 108  | 143  | 0,755 |

| Дата  | Время |                                      | Счёт |                                      | Сеты  | Сеты  | Сеты |
| Дата  | Время | 1                                    | Счёт | 2                                    | 3     |       |      |
| ----- | ----- | ------------------------------------ | ---- | ------------------------------------ | ----- | ----- | ---- |
| 29.07 | 10:00 | Стефан Бурманс / Йорик де Грот (NED) | 2:0  | Пабло Эррера / Адриан Гавира (ESP)   | 21:15 | 21:15 |      |
| 29.07 | 16:00 | Юссеф Кру / Арно Готье-Рат (FRA)     | 0:2  | Майлз Эванс / Чейз Бадингер (USA)    | 14:25 | 11:25 |      |
|       |       |                                      |      |                                      |       |       |      |
| 30.07 | 17:00 | Юссеф Кру / Арно Готье-Рат (FRA)     | 1:2  | Пабло Эррера / Адриан Гавира (ESP)   | 21:23 | 23:21 | 8:15 |
| 30.07 | 20:00 | Стефан Бурманс / Йорик де Грот (NED) | 2:0  | Майлз Эванс / Чейз Бадингер (USA)    | 21:13 | 21:15 |      |
|       |       |                                      |      |                                      |       |       |      |
| 2.08  | 15:00 | Пабло Эррера / Адриан Гавира (ESP)   | 2:0  | Майлз Эванс / Чейз Бадингер (USA)    | 21:18 | 21:11 |      |
| 2.08  | 16:00 | Юссеф Кру / Арно Готье-Рат (FRA)     | 0:2  | Стефан Бурманс / Йорик де Грот (NED) | 15:21 | 16:21 |      |

### Стыковые матчи
| Рейтинг третьих команд                     | Рейтинг третьих команд | Рейтинг третьих команд | Рейтинг третьих команд | Рейтинг третьих команд | Рейтинг третьих команд | Рейтинг третьих команд | Рейтинг третьих команд | Рейтинг третьих команд | Рейтинг третьих команд | Рейтинг третьих команд |
|                                            | Матчи                  | Матчи                  | Матчи                  | Очки                   | Сеты                   | Сеты                   | Сеты                   | Мячи                   | Мячи                   | Мячи                   |
| И                                          | В                      | П                      | В                      | Очки                   | П                      | В:П                    | В                      | П                      | В:П                    |                        |
| ------------------------------------------ | ---------------------- | ---------------------- | ---------------------- | ---------------------- | ---------------------- | ---------------------- | ---------------------- | ---------------------- | ---------------------- | ---------------------- |
| 1. Давид Оман / Йонатан Хельвиг (SWE)      | 3                      | 1                      | 2                      | 4                      | 3                      | 4                      | 0,750                  | 139                    | 134                    | 1,037                  |
| 2. Джордж Вандерлей / Андре Штейн (BRA)    | 3                      | 1                      | 2                      | 4                      | 3                      | 4                      | 0,750                  | 119                    | 120                    | 0,992                  |
| 3. Томас Ходжес / Закери Шуберт (AUS)      | 3                      | 1                      | 2                      | 4                      | 3                      | 4                      | 0,750                  | 131                    | 134                    | 0,978                  |
| 4. Сэм Шахтер / Дэниел Диринг (CAN)        | 3                      | 1                      | 2                      | 4                      | 2                      | 4                      | 0,500                  | 107                    | 115                    | 0,930                  |
| 5. Марко Гримальт / Эстебан Гримальт (CHI) | 3                      | 1                      | 2                      | 4                      | 2                      | 4                      | 0,500                  | 109                    | 120                    | 0,908                  |
| 6. Майлз Эванс / Чейз Бадингер (USA)       | 3                      | 1                      | 2                      | 4                      | 2                      | 4                      | 0,500                  | 99                     | 109                    | 0,908                  |

| Дата | Время |                                    | Счёт |                                         | Сеты  | Сеты  | Сеты |
| Дата | Время | 1                                  | Счёт | 2                                       | 3     |       |      |
| ---- | ----- | ---------------------------------- | ---- | --------------------------------------- | ----- | ----- | ---- |
| 3.08 | 18:00 | Сэм Шахтер / Дэниел Диринг (CAN)   | -:+  | Марко Гримальт / Эстебан Гримальт (CHI) |       |       |      |
| 3.08 | 23:00 | Томас Ходжес / Закери Шуберт (AUS) | 0:2  | Майлз Эванс / Чейз Бадингер (USA)       | 19:21 | 17:21 |      |

### Плей-офф

#### 1/8 финала
| Дата | Время |                                       | Счёт |                                           | Сеты  | Сеты  | Сеты  |
| Дата | Время | 1                                     | Счёт | 2                                         | 3     |       |       |
| ---- | ----- | ------------------------------------- | ---- | ----------------------------------------- | ----- | ----- | ----- |
| 4.08 | 10:00 | Нильс Элерс / Клеменс Виклер (GER)    | 2:0  | Джордж Вандерлей / Андре Штейн (BRA)      | 21:16 | 21:17 |       |
| 4.08 | 13:00 | Ондржей Перушич / Давид Швайнер (CZE) | 0:2  | Стефан Бурманс / Йорик де Грот (NED)      | 18:21 | 16:21 |       |
| 4.08 | 14:00 | Давид Оман / Йонатан Хельвиг (SWE)    | 2:1  | Нослен Диас / Хорхе Алайо (CUB)           | 21:11 | 26:28 | 15:11 |
| 4.08 | 21:00 | Эвандро Оливейра / Артур Ланси (BRA)  | 2:0  | Стевен ван де Велде / Мэттью Иммерс (NED) | 21:16 | 21:16 |       |
|      |       |                                       |      |                                           |       |       |       |
| 5.08 | 10:00 | Михал Брыль / Бартош Лосяк (POL)      | 0:2  | Пабло Эррера / Адриан Гавира (ESP)        | 21:23 | 18:21 |       |
| 5.08 | 14:00 | Майлз Эванс / Чейз Бадингер (USA)     | 0:2  | Андерс Мол / Кристиан Сёрум (NOR)         | 16:21 | 14:21 |       |
| 5.08 | 17:00 | Майлз Партейн / Эндрю Бенеш (USA)     | 2:0  | Самуэле Коттафава / Паоло Николаи (ITA)   | 21:17 | 21:18 |       |
| 5.08 | 22:00 | Шериф Юнуссе / Ахмед Тижан (QAT)      | 2:0  | Марко Гримальт / Эстебан Гримальт (CHI)   | 21:14 | 21:13 |       |

#### 1/4 финала
| Дата | Время |                                      | Счёт |                                      | Сеты  | Сеты  | Сеты |
| Дата | Время | 1                                    | Счёт | 2                                    | 3     |       |      |
| ---- | ----- | ------------------------------------ | ---- | ------------------------------------ | ----- | ----- | ---- |
| 6.08 | 17:00 | Нильс Элерс / Клеменс Виклер (GER)   | 2:0  | Стефан Бурманс / Йорик де Грот (NED) | 22:20 | 21:15 |      |
| 6.08 | 18:00 | Эвандро Оливейра / Артур Ланси (BRA) | 0:2  | Давид Оман / Йонатан Хельвиг (SWE)   | 17:21 | 16:21 |      |
|      |       |                                      |      |                                      |       |       |      |
| 7.08 | 21:00 | Пабло Эррера / Адриан Гавира (ESP)   | 0:2  | Андерс Мол / Кристиан Сёрум (NOR)    | 16:21 | 17:21 |      |
| 7.08 | 22:00 | Шериф Юнуссе / Ахмед Тижан (QAT)     | 2:0  | Майлз Партейн / Эндрю Бенеш (USA)    | 21:14 | 21:16 |      |

#### 1/2 финала
| Дата | Время |                                    | Счёт |                                    | Сеты  | Сеты  | Сеты  |
| Дата | Время | 1                                  | Счёт | 2                                  | 3     |       |       |
| ---- | ----- | ---------------------------------- | ---- | ---------------------------------- | ----- | ----- | ----- |
| 8.08 | 18:00 | Нильс Элерс / Клеменс Виклер (GER) | 2:1  | Андерс Мол / Кристиан Сёрум (NOR)  | 21:13 | 17:21 | 15:13 |
| 8.08 | 22:00 | Шериф Юнуссе / Ахмед Тижан (QAT)   | 0:2  | Давид Оман / Йонатан Хельвиг (SWE) | 13:21 | 17:21 |       |

#### Матч за 3-е место
| Дата  | Время |                                  | Счёт |                                   | Сеты  | Сеты  | Сеты |
| Дата  | Время | 1                                | Счёт | 2                                 | 3     |       |      |
| ----- | ----- | -------------------------------- | ---- | --------------------------------- | ----- | ----- | ---- |
| 10.08 | 21:00 | Шериф Юнуссе / Ахмед Тижан (QAT) | 0:2  | Андерс Мол / Кристиан Сёрум (NOR) | 13:21 | 16:21 |      |

#### Финал
| Дата  | Время |                                    | Счёт |                                    | Сеты  | Сеты  | Сеты |
| Дата  | Время | 1                                  | Счёт | 2                                  | 3     |       |      |
| ----- | ----- | ---------------------------------- | ---- | ---------------------------------- | ----- | ----- | ---- |
| 10.08 | 22:30 | Давид Оман / Йонатан Хельвиг (SWE) | 2:0  | Нильс Элерс / Клеменс Виклер (GER) | 21:10 | 21:13 |      |

### Итоговое положение
|     | Давид Оман / Йонатан Хельвиг (SWE)        |
|     | Нильс Элерс / Клеменс Виклер (GER)        |
|     | Андерс Мол / Кристиан Сёрум (NOR)         |
| 4.  | Шериф Юнуссе / Ахмед Тижан (QAT)          |
| 5.  | Эвандро Оливейра / Артур Ланси (BRA)      |
| 5.  | Пабло Эррера / Адриан Гавира (ESP)        |
| 5.  | Стефан Бурманс / Йорик де Грот (NED)      |
| 5.  | Майлз Партейн / Эндрю Бенеш (USA)         |
| 9.  | Джордж Вандерлей / Андре Штейн (BRA)      |
| 9.  | Самуэле Коттафава / Паоло Николаи (ITA)   |
| 9.  | Нослен Диас / Хорхе Алайо (CUB)           |
| 9.  | Стевен ван де Велде / Мэттью Иммерс (NED) |
| 9.  | Михал Брыль / Бартош Лосяк (POL)          |
| 9.  | Майлз Эванс / Чейз Бадингер (USA)         |
| 9.  | Ондржей Перушич / Давид Швайнер (CZE)     |
| 9.  | Марко Гримальт / Эстебан Гримальт (CHI)   |
| 17. | Томас Ходжес / Закери Шуберт (AUS)        |
| 17. | Сэм Шахтер / Дэниел Диринг (CAN)          |
| 19. | Марк Николаидис / Изак Каррачер (AUS)     |
| 19. | Юлиан Хёрл / Александер Хорст (AUT)       |
| 19. | Алекс Раньери / Адриан Карамбула (ITA)    |
| 19. | Мохаммед Абича / Зухеир эль Грауи (MAR)   |
| 19. | Реми Бассеро / Жюльен Линель (FRA)        |
| 19. | Юссеф Кру / Арно Готье-Рат (FRA)          |